# Elvyra Baltutytė
Elvyra Baltutytė (* 6. Dezember 1954) ist eine litauische Verwaltungsjuristin, ehemalige Richterin im Verfassungsgericht Litauens.

## Leben
Nach dem Abitur 1972 absolvierte Baltutytė von 1972 bis 1977 das Diplomstudium der Rechtswissenschaft an der Vilniaus universitetas. Von 1977 bis 1995 arbeitete sie als Verwaltungsjuristin am Sozialministerium Litauens. 1997 bildete sie sich weiter in Lausanne (Schweiz)   und Oktober 2000 an der Universität Lund in Schweden. Von 1998 bis 1999 nahm sie am Programm für Lektoren des Europarechts, organisiert von der Carl-Duisberg-Gesellschaft, teil.
Von 1995 bis 2003 war Baltutytė  juristische Beraterin am Zentrum für Menschenrechte Litauens und von 2003 bis 2005 Seimas-Ombudsmann. Von 2005 bis 2014 war sie Vertreterin von Regierung Litauens im Europäischen Gerichtshof für Menschenrechte. Von 1998 bis 2012 lehrte Baltutytė am Lehrstuhl für Völkerrecht an der Mykolas-Romer-Universität in Vilnius. Vom 20. März 2014 bis 2023 war sie  Richterin im Verfassungsgericht Litauens. Als Kandidatin wurde sie von Dalia Grybauskaitė, der litauischen Präsidentin, vorgeschlagen.
Baltutytė ist ledig.